# Internet Explorer 6
Microsoft Internet Explorer 6 (pogosto okrajšano IE6) je šesta izdaja Microsoftovega spletnega brskalnika Internet Explorer za operacijske sisteme Windows. Izdan je bil 27. avgusta 2001, malo pred izdajo Windows XP. Je prednameščen in privzet brskalnik za Windows XP in Windows Server 2003, namestiti pa ga je moč tudi v Windows NT 4.0, Windows 98, Windows Me, Windows 2000 in Windows Home Server.
Različica je bila široko kritizirana zaradi številnih varnostnih ranljivosti (in počasnega izdajanja popravkov zanje) ter pomanjkanja podpore za sodobne spletne standarde. Zaradi tega si je prislužil kopico oznak "najslabšega tehnološkega izdelka vseh časov" in "najmanj varnega programa na svetu", postal pa je tudi splošen stereotip za slab spletni brskalnik. Pojavljale so se tudi kampanje, ki so uporabnike Internet Explorerja 6 pozivale k nadgradnji na novejšo različico Internet Explorerja ali uporabi drugega brskalnika.
Kljub zastarelosti in slabi varnosti je bil po izdaji najbolj uporabljan brskalnik, saj naj bi ga leta 2004 uporabljalo 80 % uporabnikov spleta. Leta 2004 je Mozilla izdala konkurenčni brskalnik Firefox, ki je hitro postal priljubljen zaradi večje varnosti, hitrosti ter sodobnih možnosti, kot je brskanje z zavihki. Microsoft je nekaj od teh pomanjkljivosti odpravil v novejši izdaji Internet Explorer 7, izdani šele oktobra 2006.